# 代利斯區
36°55′N 3°53′E / 36.917°N 3.883°E

代利斯區（阿拉伯语：‎），是阿爾及利亞的行政區，位於該國北部，由布米爾達斯省負責管轄，首府設於代利斯，始建於1984年2月7日，面積129.9平方公里，2008年人口56,162，人口密度每平方公里432人。